# Amphisbaena manni
Amphisbaena manni este o specie de reptile din genul Amphisbaena, familia Amphisbaenidae, ordinul Squamata, descrisă de Barbour 1914. Conform Catalogue of Life specia Amphisbaena manni nu are subspecii cunoscute.